# كايتي كاسيدي
كايتي كاسيدي (بالإنجليزية: Katie Cassidy) ممثلة أمريكية من مواليد 25 نوفمبر 1986.

## النشأة والعائلة
كاسيدي ولت في لوس انجليس، كاليفورنيا، هي ابنة الممثل ديفيد كاسيدي والعارضة شيري ويليامز التي قابلت كاسيدي لأول مرة وبدأت مواعدته في بداية 1970. شيري وديفيد إنفصلا لكنهم ظلوا أصدقاء مقربين. أجداد كايتي كاسيدي من جهة الأب هم الممثلان جاك كاسيدي وإيفلين وارد. نشأت في كالاباساس، كاليفورنيا مع أمها وزوج أمها طبيب الطوارئ ريتشارد بينيدون. لديها أختين يكبرانها سناً، جينا وجيمي. ولديها أخ غير شقيق أصغر بيو كاسيدي. عندما كانت طفلة، كاسيدي أخذت دروس بهلوانية، وفي النهاية أصبحت مشجعة لـ"California Flyers" أحد الفرق التنافسية. وشجعت كمبتدئة في ثانوية كالابأساس (Calabasas High School) حيث درست المرحلة الثانوية وتخرجت بمرتبة الشرف في 2005.

## فيلموغرافيا
| الأفلام   | الأفلام              | الأفلام        | الأفلام                                    |
| السنة     | العنوان              | الدور          | ملاحظات                                    |
| --------- | -------------------- | -------------- | ------------------------------------------ |
| 2006      | عندما يتصل غريب      | تيفاني         |                                            |
| 2006      | ذا لوست              | دي دي          |                                            |
| 2006      | كليك                 | سامانثا نيومان |                                            |
| 2006      | عيد أسود             | كيلي بريسلي    |                                            |
| 2007      | أنت هنا              | تفاحة          |                                            |
| 2007      | لايف                 | جول            |                                            |
| 2007      | ووك ذا توك           | جيسي           |                                            |
| 2008      | تيكن                 | أماندا         |                                            |
| 2010      | كابوس في شارع إلم    | كريس فولز      |                                            |
| 2011      | مونت كارلو           | إيما بيركنز    |                                            |
| 2014      | ذا سكريبلر           | سوكي           |                                            |
| 2016      | ذئاب على الباب       | شارون          |                                            |
|           |                      |                |                                            |
| التلفاز   |                      |                |                                            |
| السنة     | العنوان              | الدور          | ملاحظات                                    |
| 2003      | القسم                | سي دي          | حلقة: "Oh Mother, Who Art Thou?"           |
| 2005      | اسمع!                | ريبيكا         | حلقة: "Snub Thy Neighbor"                  |
| 2005      | الجنة السابعة        | زوي            | 4 حلقات                                    |
| 2005      | الجنس والحب والأسرار | غابرييل        | حلقة: "Secrets" حلقة: "Ambush"             |
| 2007–2008 | خارق للطبيعة         | روبي           | 6 حلقات في الموسم الثالث                   |
| 2009      | جزيرة هاربر          | باتريشا        | 13 حلقة                                    |
| 2009–2010 | مكان ملروس           | إيلا سيمز      | شخصية رئيسية (18 حلقة)                     |
| 2010      | فتاة النميمة         | جولييت شارب    | شخصية دورية (12 حلقة)                      |
| 2011      | الفتاة الجديدة       | بروك           | حلقة: "Wedding"                            |
| 2012      | السهم                | لوريل لانس     | شخصية رئيسية (جميع حلقات المسلسل حتى الان) |
| 2013      | الفلاش               | لوريل لانس     | حلقتين                                     |
| 2016      | أساطير الغد          | لوريل لانس     | حلقتين                                     |

## مواقع خارجية
- كايتي كاسيدي على موقع IMDb (الإنجليزية)
- كايتي كاسيدي على موقع ميتاكريتيك (الإنجليزية)
- كايتي كاسيدي على موقع روتن توميتوز (الإنجليزية)
- كايتي كاسيدي على موقع قاعدة بيانات الأفلام العربية
- كايتي كاسيدي على موقع ألو سيني (الفرنسية)
- كايتي كاسيدي على موقع ميوزك برينز (الإنجليزية)
- كايتي كاسيدي على موقع تيرنر كلاسيك موفيز (الإنجليزية)
- كايتي كاسيدي على موقع أول موفي (الإنجليزية)
- كايتي كاسيدي على موقع بوكس أوفيس موجو (الإنجليزية)
- كايتي كاسيدي على موقع قاعدة بيانات الأفلام السويدية (السويدية)